# Baier
Baier is een Duits historisch motorfietsmerk.
De firma Baier, gevestigd in Berlijn, maakte vanaf 1926 motorfietsen met 198- en 249-eencilinder tweetakten, veelal blokmotoren uit eigen ontwikkeling. Vanaf 1927 kwam er een 492cc-eencilinder tweetakt met dubbelzuigermotor. Het frame leek op dat van BMW, de motor was zeer onbetrouwbaar en verbruikte veel benzine. In 1930 eindigde de productie.